# Deerfield, Wisconsin
Deerfield là một làng thuộc quận Dane, tiểu bang Wisconsin, Hoa Kỳ. Năm 2006, dân số của làng này là 1971 người.